# Bellot
Bellot – miejscowość i gmina we Francji, w regionie Île-de-France, w departamencie Sekwana i Marna.
Według danych na rok 1990 gminę zamieszkiwały 672 osoby, a gęstość zaludnienia wynosiła 41 osób/km² (wśród 1287 gmin regionu Île-de-France Bellot plasuje się na 730. miejscu pod względem liczby ludności, natomiast pod względem powierzchni na miejscu 139.).